# Saguday
Saguday ist eine Stadtgemeinde in der philippinischen Provinz Quirino. Im Jahre 2015 zählte sie 16.070 Einwohner.
Saguday ist in neun Baranggays aufgeteilt:
- Cardenas
- Dibul
- Gamis
- La Paz
- Magsaysay
- Rizal
- Salvacion
- Santo Tomas
- Tres Reyes